# Olszowa (Mazovie)
Pour les articles homonymes, voir Olszowa.
Olszowa (prononciation : [ɔlˈʂɔva]) est un village polonais de la gmina de Jastrzębia dans le powiat de Radom de la voïvodie de Mazovie dans le centre-est de la Pologne.
Il se situe à environ 6 kilomètres au nord de Jastrzębia (siège de la gmina), 18 kilomètres au nord de Radom (siège de le powiat) et à 76 kilomètres au sud de Varsovie (capitale de la Pologne).

## Histoire
De 1975 à 1998, le village appartenait administrativement à la voïvodie de Radom.